# Valentín Gauthier
Valentín Gauthier Pereira Brasil (Salto, 8 de agosto de 2003) es un futbolista uruguayo de ascendencia italiana. Juega de defensa central y su equipo actual es el Club León de la Primera División de México.

## Trayectoria
Comenzó a jugar al fútbol infantil en Club Remeros, equipo de su ciudad natal Salto. Luego pasó por Ferro Carril donde se destacó en las juveniles. Fue el capitán de la selección de Salto sub-17, combinado con el que ganaron la Copa Nacional de Selecciones 2020.
En 2021 fue fichado por Club Atlético Juventud de Las Piedras, equipo profesional del sur del país, comenzó el año con la sub-19, jugó 16 partidos y anotó 1 gol, su buen nivel le valió ser ascendido a Tercera División, categoría con la que jugó 11 partidos y colaboró con 1 gol.
Durante el primer semestre de 2022 tuvo continuidad con la sub-19, jugó 14 partidos y anotó 2 goles.
Debutó como profesional el 14 de julio de 2022, el entrenador lo hizo ingresar al minuto 82 para enfrentar a Alto Perú y ganaron 0-4 en lo que fue la primera ronda de la Copa Uruguay, disputó su primer encuentro oficial con 18 años y la camiseta número 6. En el campeonato local, debutó el 6 de agosto, fue parte de la zaga titular contra Progreso y ganaron 0-1. El 25 de agosto convirtió su primer gol oficial, en lo que fue un empate 1-1 contra Cerro.
En su primera temporada como profesional jugó 9 partidos y convirtió 2 goles, su equipo finalizó el torneo en décimo lugar.
Durante 2023 se consolidó en el equipo, comenzó el año como capitán del equipo a pesar de sus 19 años. Llegaron a la final del Torneo Competencia, pero fueron derrotados por Progreso 1-5. Culminaron el campeonato en cuarta posición, por lo que clasificaron a play-offs por el ascenso, primero eliminaron a Rentistas por un global de 2-1, pero en la final perdieron contra Rampla Juniors. Finalizó el año con 31 partidos jugados.
La temporada 2024 comenzó de buena forma para el club, llegaron nuevamente a la final del Torneo Competencia, pero perdieron ante Torque 2-0. Finalizaron el torneo en quinta posición, por segundo año consecutivo clasificaron al play-off de ascenso, en la primera llave superaron a Colón, y en la final se midieron contra Uruguay Montevideo, club al que superaron tras ganar 2-0 y empatar 1-1. Juventud consumó su regreso a la máxima categoría del fútbol uruguayo tras 5 temporadas. Valentín jugó 35 partidos y anotó 3 goles.
Tras disputar un buen Torneo Apertura 2025, donde hasta la última fecha tuvieron chances de ser campeones, fue anunciado un acuerdo para incorporarse al Club León.

## Selección nacional
Ha sido internacional con la selección de fútbol de Uruguay en la categoría juvenil sub-20.
Debido a la lesión de Ignacio Rodríguez, el 14 de enero de 2023 fue convocado por Marcelo Broli para disputar el Campeonato Sudamericano Sub-20. Jugó 5 partidos y lograron la medalla de plata tras perder con Brasil en la última fecha.

## Estadísticas

### Clubes
Actualizado al último partido citado el 18 de mayo de 2025.
| Club                                    | Div.          | Temporada     | Liga  | Liga  | Liga   | Copas nacionales | Copas nacionales | Copas nacionales | Copas internacionales | Copas internacionales | Copas internacionales | Total | Total | Total  |
| Club                                    | Div.          | Temporada     | Part. | Goles | Asist. | Part.            | Goles            | Asist.           | Part.                 | Goles                 | Asist.                | Part. | Goles | Asist. |
| --------------------------------------- | ------------- | ------------- | ----- | ----- | ------ | ---------------- | ---------------- | ---------------- | --------------------- | --------------------- | --------------------- | ----- | ----- | ------ |
| C. A. Juventud de Las Piedras · Uruguay | 2.ª           | 2022          | 6     | 2     | 0      | 3                | 0                | 0                | —                     | —                     | —                     | 9     | 2     | 0      |
| C. A. Juventud de Las Piedras · Uruguay | 2.ª           | 2023          | 31    | 0     | 0      | 0                | 0                | 0                | —                     | —                     | —                     | 31    | 0     | 0      |
| C. A. Juventud de Las Piedras · Uruguay | 2.ª           | 2024          | 35    | 3     | 1      | -                | -                | -                | —                     | —                     | —                     | 35    | 3     | 1      |
| C. A. Juventud de Las Piedras · Uruguay | 1.ª           | 2025          | 15    | 2     | 0      | -                | -                | -                | —                     | —                     | —                     | 15    | 2     | 0      |
| C. A. Juventud de Las Piedras · Uruguay | Total club    | Total club    | 87    | 7     | 1      | 3                | 0                | 0                | 0                     | 0                     | 0                     | 90    | 7     | 1      |
| C. León · México                        | 1.ª           | 2025-26       | 0     | 0     | 0      | -                | -                | -                | —                     | —                     | —                     | 0     | 0     | 0      |
| C. León · México                        | Total club    | Total club    | 0     | 0     | 0      | 0                | 0                | 0                | 0                     | 0                     | 0                     | 0     | 0     | 0      |
| Total carrera                           | Total carrera | Total carrera | 87    | 7     | 1      | 3                | 0                | 0                | 0                     | 0                     | 0                     | 90    | 7     | 1      |
| 1.                                      |               |               |       |       |        |                  |                  |                  |                       |                       |                       |       |       |        |

### Selección
Actualizado al último partido citado el 13 de febrero de 2023.
| Selección         | Temporada         | Continental | Continental | Continental | Mundial | Mundial | Mundial | Amistosos | Amistosos | Amistosos | Total | Total | Total  |
| Selección         | Temporada         | Part.       | Goles       | Asist.      | Part.   | Goles   | Asist.  | Part.     | Goles     | Asist.    | Part. | Goles | Asist. |
| ----------------- | ----------------- | ----------- | ----------- | ----------- | ------- | ------- | ------- | --------- | --------- | --------- | ----- | ----- | ------ |
| Sub-20 · Uruguay  | 2022              | 4           | 0           | 0           | —       | —       | —       | 2         | 0         | 0         | 6     | 0     | 0      |
| Sub-20 · Uruguay  | 2023              | 5           | 0           | 0           | -       | -       | -       | -         | -         | -         | 5     | 0     | 0      |
| Sub-20 · Uruguay  | Total sel.        | 9           | 0           | 0           | 0       | 0       | 0       | 2         | 0         | 0         | 11    | 0     | 0      |
| Total selecciones | Total selecciones | 9           | 0           | 0           | 0       | 0       | 0       | 2         | 0         | 0         | 11    | 0     | 0      |
| 1.                |                   |             |             |             |         |         |         |           |           |           |       |       |        |

## Palmarés

### Distinciones individuales
| Distinción                                                                | Año  |
| ------------------------------------------------------------------------- | ---- |
| Equipo ideal de la temporada en la Segunda División de Uruguay (suplente) | 2023 |